# Viola pygmaea
Viola pygmaea Juss. ex Poir. – gatunek roślin z rodziny fiołkowatych (Violaceae). Występuje naturalnie w Ekwadorze, Peru, Boliwii oraz północno-zachodniej Argentynie. 

## Morfologia
PokrójBylina dorastająca do 2–5 cm wysokości.
LiścieBlaszka liściowa jest raczej mięsista, siedząca i  ma równowąski kształt. Mierzy 1–5 cm długości oraz 1–2 cm szerokości, jest nieregularnie orzęsiona na brzegu. Przylistki są małe i łuskowate.
KwiatyPojedyncze, wyrastające z kątów pędów. Mają działki kielicha o równowąsko lancetowatym kształcie i dorastające do 1–2 mm długości. Korona kwiatu mierzy 1–2 cm średnicy. Płatki mają białą lub niebieskawą barwę z bardzo ciemnymi żyłkami i żółtym gardłem, dolny płatek posiada ostrogę o długości 6 mm.
Gatunki podobneRoślina jest blisko spokrewniona z gatunkiem V. pusillima, który różni się gęsto orzęsionymi liśćmi ze skrzydlatymi fałszywymi ogonkami oraz brakiem przylistków. Ponadto ich kwiaty  maja odwrotnie jajowaty kształt i są żółte, płatek dolny ma bardzo krótką ostrogę, a szypułki są krótsze niż liście. Innym podobnym gatunkiem jest V. bangii, od którego różni się kształtem i wielkością liści, brzegiem blaszki liściowej oraz brakiem ogonków liściowych.

## Biologia i ekologia
Rośnie na wilgotnych lub suchych murawach w formacji puna. Występuje na wysokości od 3600 do 4500 m n.p.m.